# سيرغي أوسيبوف
سيرغي أوسيبوف (بالروسية: Сергей Владимирович Осипов)‏ هو لاعب كرة قدم ومدرب كرة قدم روسي في مركز الدفاع، ولد في 4 مارس 1968 في أومسك في روسيا. لعب مع أورال يكاترينبورغ وبالتيكا كالينينغراد وروبين قازان.